# Helicopsyche maculisternum
Helicopsyche maculisternum là một loài Trichoptera thuộc họ Helicopsychidae. Chúng phân bố ở vùng Tân nhiệt đới.